# Korolkow-Krokus
Der Korolkow-Krokus (Crocus korolkowii) ist eine Pflanzenart aus der Gattung der Krokusse (Crocus).

## Merkmale
Der Korolkow-Krokus ist ein ausdauernder Knollen-Geophyt, der Wuchshöhen von 5 bis 10 Zentimeter erreicht. Die äußeren Hüllen der Knollen sind parallelfaserig, die inneren sind papierartig-häutig. Die 10 bis 20 (selten ab 5) Blätter sind kahl oder schwach rau und 1 bis 2 (selten bis 3) Millimeter breit. Die 3 bis 5 (selten ab 1) Blüten duften und sind hellorange gefärbt. Die Perigonzipfel messen 20 bis 35 (selten 15 bis 40) × 6 bis 12 Millimeter. Ihre Außenseite ist ebenso wie die Perigonröhre violett bis schwärzlich überlaufen, gestreift oder gesprenkelt. Die Narbe weist 3 Äste auf.
Die Blütezeit reicht von Februar bis April.
Die Chromosomenzahl beträgt 2n = 20.

## Vorkommen
Der Korolkow-Krokus kommt in Nord-Afghanistan, Nordwest-Pakistan, Tadschikistan sowie Usbekistan im West- und Zentral-Pamir und in West-Tienschan vor. Die Art wächst in der Dornbusch-, Wald- und Hochgebirgszone auf feinerdereichen, felsigen Hängen in Höhenlagen von 950 bis 3150 Meter.

## Nutzung
Der Korolkow-Krokus wird als Zierpflanze in Steingärten genutzt. Die Art ist seit spätestens 1885 in Kultur.